# Mohamed Hany
Mohamed Hany Eldemerdash (in arabo محمد هاني الدمرداش‎?; Il Cairo, 25 gennaio 1996) è un calciatore egiziano, difensore dell'Al-Ahly e della nazionale egiziana.

## Caratteristiche tecniche
Terzino destro di spinta, in possesso di una notevole velocità palla al piede - a cui abbina eccellenti doti tecniche - e preciso nel servire cross ai compagni. Adattabile a centrale di difesa, sotto la guida di Javier Garrido è stato utilizzato anche da esterno alto.

## Carriera

### Club
Muove i suoi primi passi nel settore giovanile dell'Al-Ahly. Esordisce in prima squadra il 18 ottobre 2014 contro l'El-Shorta, subentrando al 70' al posto di Ahmed Abd El-Zaher. Il 4 aprile 2015 esordisce in CAF Champions League contro l'APR.
Nel 2020 conquista uno storico treble, vincendo campionato, coppa nazionale e la CAF Champions League.

### Nazionale
Il 21 gennaio 2016 viene convocato dal CT Héctor Cúper in vista delle amichevoli contro Giordania e Libia. Esordisce quindi con la selezione dei Faraoni il 27 gennaio seguente contro la Giordania, subentrando al 75' al posto di Omar Gaber.
Il 30 dicembre 2023 viene incluso dal CT Rui Vitória nella rosa dei 27 convocati per la fase finale della Coppa d'Africa 2023, disputata in Costa d'Avorio. L'Egitto verrà eliminato agli ottavi di finale dalla RD del Congo ai calci di rigore.

## Statistiche

### Presenze e reti nei club
Statistiche aggiornate al 26 giugno 2025.
| Stagione        | Squadra         | Campionato      | Campionato | Campionato | Coppe nazionali | Coppe nazionali | Coppe nazionali | Coppe continentali | Coppe continentali | Coppe continentali | Altre coppe  | Altre coppe | Altre coppe | Totale | Totale |
| Stagione        | Squadra         | Comp            | Pres       | Reti       | Comp            | Pres            | Reti            | Comp               | Pres               | Reti               | Comp         | Pres        | Reti        | Pres   | Reti   |
| --------------- | --------------- | --------------- | ---------- | ---------- | --------------- | --------------- | --------------- | ------------------ | ------------------ | ------------------ | ------------ | ----------- | ----------- | ------ | ------ |
| 2014-2015       | Al-Ahly         | PL              | 13         | 0          | CE              | 3               | 0               | CCL+CC             | 2+1                | 0                  | SE+SA        | 0           | 0           | 19     | 0      |
| 2015-2016       | Al-Ahly         | PL              | 15         | 0          | CE              | 2               | 0               | CCL                | 5                  | 0                  | SE           | 0           | 0           | 22     | 0      |
| 2016-2017       | Al-Ahly         | PL              | 17         | 0          | CE              | 1               | 0               | CCL                | 6                  | 0                  | SE           | 1           | 0           | 25     | 0      |
| 2017-2018       | Al-Ahly         | PL              | 19         | 1          | CE              | 2               | 0               | ACC+CCL            | 1+7                | 0                  | SE           | 0           | 0           | 29     | 1      |
| 2018-2019       | Al-Ahly         | PL              | 20         | 1          | CE              | 1               | 0               | ACC+CCL            | 2+9                | 0                  | SE           | 1           | 0           | 33     | 1      |
| 2019-2020       | Al-Ahly         | PL              | 29         | 1          | CE              | 3               | 0               | CCL                | 9                  | 0                  | SE           | 1           | 0           | 42     | 1      |
| 2020-2021       | Al-Ahly         | PL              | 22         | 0          | CE              | 3               | 0               | CCL                | 7                  | 0                  | SE+SA+Cmc    | 1+1+3       | 0           | 37     | 0      |
| 2021-2022       | Al-Ahly         | PL              | 22         | 0          | CE+CdL          | 5+2             | 0               | CCL                | 10                 | 0                  | SE+SA+Cmc    | 0+0+3       | 1           | 42     | 1      |
| 2022-2023       | Al-Ahly         | PL              | 21         | 0          | CE+CdL          | 5+0             | 0               | CCL                | 13                 | 0                  | SE+Cmc       | 1+4         | 0           | 44     | 0      |
| 2023-2024       | Al-Ahly         | PL              | 20         | 1          | CE              | 1               | 1               | AFL+CCL            | 3+13               | 0                  | SE+SA+Cmc    | 2+1+3       | 0           | 43     | 2      |
| 2024-2025       | Al-Ahly         | PL              | 9+6        | 0+1        | CE+CdL          | 0+0             | 0               | CCL                | 8                  | 1                  | SE+SA+CI+Cmc | 0+1+0+3     | 0           | 27     | 2      |
| Totale carriera | Totale carriera | Totale carriera | 213        | 5          |                 | 28              | 1               |                    | 96                 | 1                  |              | 26          | 1           | 363    | 8      |

### Cronologia presenze e reti in nazionale
| Cronologia completa delle presenze e delle reti in nazionale ― Egitto | Cronologia completa delle presenze e delle reti in nazionale ― Egitto | Cronologia completa delle presenze e delle reti in nazionale ― Egitto | Cronologia completa delle presenze e delle reti in nazionale ― Egitto | Cronologia completa delle presenze e delle reti in nazionale ― Egitto | Cronologia completa delle presenze e delle reti in nazionale ― Egitto | Cronologia completa delle presenze e delle reti in nazionale ― Egitto | Cronologia completa delle presenze e delle reti in nazionale ― Egitto |
| Data                                                                  | Città                                                                 | In casa                                                               | Risultato                                                             | Ospiti                                                                | Competizione                                                          | Reti                                                                  | Note                                                                  |
| --------------------------------------------------------------------- | --------------------------------------------------------------------- | --------------------------------------------------------------------- | --------------------------------------------------------------------- | --------------------------------------------------------------------- | --------------------------------------------------------------------- | --------------------------------------------------------------------- | --------------------------------------------------------------------- |
| 27-1-2016                                                             | Aswan                                                                 | Egitto                                                                | 0 – 1                                                                 | Giordania                                                             | Amichevole                                                            | -                                                                     | 75’                                                                   |
| 29-1-2016                                                             | Aswan                                                                 | Egitto                                                                | 2 – 0                                                                 | Libia                                                                 | Amichevole                                                            | -                                                                     |                                                                       |
| 22-3-2019                                                             | Niamey                                                                | Niger                                                                 | 1 – 1                                                                 | Egitto                                                                | Qual. Coppa d'Africa 2019                                             | -                                                                     | 24’                                                                   |
| 26-3-2019                                                             | Asaba                                                                 | Nigeria                                                               | 1 – 0                                                                 | Egitto                                                                | Amichevole                                                            | -                                                                     | 81’                                                                   |
| 7-11-2019                                                             | Alessandria d'Egitto                                                  | Egitto                                                                | 1 – 0                                                                 | Liberia                                                               | Amichevole                                                            | -                                                                     | 59’                                                                   |
| 18-11-2019                                                            | Iconi                                                                 | Comore                                                                | 0 – 0                                                                 | Egitto                                                                | Qual. Coppa d'Africa 2021                                             | -                                                                     |                                                                       |
| 14-11-2020                                                            | Il Cairo                                                              | Egitto                                                                | 1 – 0                                                                 | Togo                                                                  | Qual. Coppa d'Africa 2021                                             | -                                                                     |                                                                       |
| 25-3-2021                                                             | Nairobi                                                               | Kenya                                                                 | 1 – 1                                                                 | Egitto                                                                | Qual. Coppa d'Africa 2021                                             | -                                                                     |                                                                       |
| 24-3-2023                                                             | Il Cairo                                                              | Egitto                                                                | 2 – 0                                                                 | Malawi                                                                | Qual. Coppa d'Africa 2023                                             | -                                                                     |                                                                       |
| 28-3-2023                                                             | Lilongwe                                                              | Malawi                                                                | 0 – 4                                                                 | Egitto                                                                | Qual. Coppa d'Africa 2023                                             | -                                                                     |                                                                       |
| 14-6-2023                                                             | Marrakech                                                             | Guinea                                                                | 1 – 2                                                                 | Egitto                                                                | Qual. Coppa d'Africa 2023                                             | -                                                                     | 67’                                                                   |
| 8-9-2023                                                              | Il Cairo                                                              | Egitto                                                                | 1 – 0                                                                 | Etiopia                                                               | Qual. Coppa d'Africa 2023                                             | -                                                                     |                                                                       |
| 12-10-2023                                                            | al-'Ayn                                                               | Egitto                                                                | 1 – 0                                                                 | Zambia                                                                | Amichevole                                                            | -                                                                     | 78’                                                                   |
| 16-10-2023                                                            | al-ʿAyn                                                               | Egitto                                                                | 1 – 1                                                                 | Algeria                                                               | Amichevole                                                            | -                                                                     | 25’                                                                   |
| 19-11-2023                                                            | Monrovia                                                              | Sierra Leone                                                          | 0 – 2                                                                 | Egitto                                                                | Qual. Mondiali 2026                                                   | -                                                                     | 87’                                                                   |
| 14-1-2024                                                             | Abidjan                                                               | Egitto                                                                | 2 – 2                                                                 | Mozambico                                                             | Coppa d'Africa 2023 - 1º turno                                        | -                                                                     | 66’                                                                   |
| 22-1-2024                                                             | Abidjan                                                               | Capo Verde                                                            | 2 – 2                                                                 | Egitto                                                                | Coppa d'Africa 2023 - 1º turno                                        | -                                                                     |                                                                       |
| 28-1-2024                                                             | San-Pedro                                                             | Egitto                                                                | 1 – 1 dts (7 – 8 dtr)                                                 | RD del Congo                                                          | Coppa d'Africa 2023 - Ottavi di finale                                | -                                                                     |                                                                       |
| 22-3-2024                                                             | Il Cairo                                                              | Egitto                                                                | 1 – 0                                                                 | Nuova Zelanda                                                         | Amichevole                                                            | -                                                                     |                                                                       |
| 26-3-2024                                                             | Il Cairo                                                              | Egitto                                                                | 2 – 4                                                                 | Croazia                                                               | Amichevole                                                            | -                                                                     |                                                                       |
| 6-6-2024                                                              | Il Cairo                                                              | Egitto                                                                | 2 – 1                                                                 | Burkina Faso                                                          | Qual. Mondiali 2026                                                   | -                                                                     |                                                                       |
| 10-6-2024                                                             | Bissau                                                                | Guinea-Bissau                                                         | 1 – 1                                                                 | Egitto                                                                | Qual. Mondiali 2026                                                   | -                                                                     | 46’                                                                   |
| 6-9-2024                                                              | Il Cairo                                                              | Egitto                                                                | 3 – 0                                                                 | Capo Verde                                                            | Qual. Coppa d'Africa 2025                                             | -                                                                     |                                                                       |
| 10-9-2024                                                             | Francistown                                                           | Botswana                                                              | 0 – 4                                                                 | Egitto                                                                | Qual. Coppa d'Africa 2025                                             | -                                                                     |                                                                       |
| 15-11-2024                                                            | Praia                                                                 | Capo Verde                                                            | 1 – 1                                                                 | Egitto                                                                | Qual. Coppa d'Africa 2025                                             | -                                                                     |                                                                       |
| 21-3-2025                                                             | Casablanca                                                            | Etiopia                                                               | 0 – 2                                                                 | Egitto                                                                | Qual. Mondiali 2026                                                   | -                                                                     |                                                                       |
| 25-3-2025                                                             | Il Cairo                                                              | Egitto                                                                | 1 – 0                                                                 | Sierra Leone                                                          | Qual. Mondiali 2026                                                   | -                                                                     |                                                                       |
| Totale                                                                |                                                                       | Presenze                                                              | 27                                                                    |                                                                       | Reti                                                                  | 0                                                                     |                                                                       |

## Palmarès

### Club

#### Competizioni nazionali
- Campionato egiziano: 8

Al-Ahly: 2015-2016, 2016-2017, 2017-2018, 2018-2019, 2019-2020, 2022-2023, 2023-2024, 2024-2025
- Supercoppa d'Egitto: 8

Al-Ahly: 2014, 2015, 2017, 2018, 2021, 2022, 2023, 2024
- Coppa d'Egitto: 4

Al-Ahly: 2016-2017, 2019-2020, 2021-2022, 2022-2023

#### Competizioni internazionali
- CAF Champions League: 4

Al-Ahly: 2019-2020, 2020-2021, 2022-2023, 2023-2024
- Supercoppa CAF: 2

Al-Ahly: 2020, 2021
- Coppa Intercontinentale FIFA - Coppa Africa-Asia-Pacifico: 1

Al-Ahy: 2024